# توكوروزاوا (سايتاما)
مدينة توكوروزاوا (بالإنجليزية: Tokorozawa)‏ هي أحد المدن التابعة لمحافظة سايتاما. تأسست رسميًا في 03/11/1950. ويقدر عدد سكانها بـ 338560 نسمة حسب تقدير مكتب الإحصاء الياباني لعام 2012. تبلغ مساحة توكوروزاوا 71.99 كم2. بكثافة سكانية تبلغ 4703 نسمة/كم2.

## المناخ
يظهر الجدول التالي التغييرات المناخية على مدار السنة لتوكوروزاوا:
| البيانات المناخية لـتوكوروزاوا                     | البيانات المناخية لـتوكوروزاوا | البيانات المناخية لـتوكوروزاوا | البيانات المناخية لـتوكوروزاوا | البيانات المناخية لـتوكوروزاوا | البيانات المناخية لـتوكوروزاوا | البيانات المناخية لـتوكوروزاوا | البيانات المناخية لـتوكوروزاوا | البيانات المناخية لـتوكوروزاوا | البيانات المناخية لـتوكوروزاوا | البيانات المناخية لـتوكوروزاوا | البيانات المناخية لـتوكوروزاوا | البيانات المناخية لـتوكوروزاوا | البيانات المناخية لـتوكوروزاوا |
| الشهر                                              | يناير                          | فبراير                         | مارس                           | أبريل                          | مايو                           | يونيو                          | يوليو                          | أغسطس                          | سبتمبر                         | أكتوبر                         | نوفمبر                         | ديسمبر                         | المعدل السنوي                  |
| -------------------------------------------------- | ------------------------------ | ------------------------------ | ------------------------------ | ------------------------------ | ------------------------------ | ------------------------------ | ------------------------------ | ------------------------------ | ------------------------------ | ------------------------------ | ------------------------------ | ------------------------------ | ------------------------------ |
| الدرجة القصوى °م (°ف)                              | 19.0 (66.2)                    | 23.3 (73.9)                    | 26.2 (79.2)                    | 32.0 (89.6)                    | 33.8 (92.8)                    | 36.5 (97.7)                    | 39.6 (103.3)                   | 38.7 (101.7)                   | 37.4 (99.3)                    | 31.9 (89.4)                    | 25.8 (78.4)                    | 25.7 (78.3)                    | 39.6 (103.3)                   |
| متوسط درجة الحرارة الكبرى °م (°ف)                  | 9.0 (48.2)                     | 9.6 (49.3)                     | 12.7 (54.9)                    | 18.5 (65.3)                    | 22.7 (72.9)                    | 25.3 (77.5)                    | 29.2 (84.6)                    | 30.9 (87.6)                    | 26.6 (79.9)                    | 21.0 (69.8)                    | 16.0 (60.8)                    | 11.6 (52.9)                    | 19.4 (66.9)                    |
| المتوسط اليومي °م (°ف)                             | 3.6 (38.5)                     | 4.1 (39.4)                     | 7.3 (45.1)                     | 12.9 (55.2)                    | 17.3 (63.1)                    | 20.7 (69.3)                    | 24.4 (75.9)                    | 25.8 (78.4)                    | 22.0 (71.6)                    | 16.4 (61.5)                    | 10.8 (51.4)                    | 6.1 (43.0)                     | 14.3 (57.7)                    |
| متوسط درجة الحرارة الصغرى °م (°ف)                  | −0.8 (30.6)                    | −0.5 (31.1)                    | 2.5 (36.5)                     | 7.7 (45.9)                     | 12.8 (55.0)                    | 17.0 (62.6)                    | 20.9 (69.6)                    | 22.3 (72.1)                    | 18.7 (65.7)                    | 12.7 (54.9)                    | 6.8 (44.2)                     | 1.8 (35.2)                     | 10.1 (50.2)                    |
| أدنى درجة حرارة °م (°ف)                            | −7.8 (18.0)                    | −6.6 (20.1)                    | −5.2 (22.6)                    | −2.1 (28.2)                    | 4.8 (40.6)                     | 10.7 (51.3)                    | 13.6 (56.5)                    | 16.4 (61.5)                    | 9.3 (48.7)                     | 4.5 (40.1)                     | −0.3 (31.5)                    | −6.7 (19.9)                    | −4.1 (24.6)                    |
| الهطول مم (إنش)                                    | 44.4 (1.75)                    | 48.9 (1.93)                    | 95.9 (3.78)                    | 111.5 (4.39)                   | 120.6 (4.75)                   | 157.2 (6.19)                   | 164.2 (6.46)                   | 209.7 (8.26)                   | 233.3 (9.19)                   | 173.7 (6.84)                   | 80.9 (3.19)                    | 41.3 (1.63)                    | 1٬481٫6 (58.33)                |
| متوسط أيام هطول الأمطار (≥ 1.0 mm)                 | 3.9                            | 5.5                            | 9.7                            | 9.6                            | 10.8                           | 12.8                           | 12.6                           | 9.8                            | 12.5                           | 10.3                           | 6.8                            | 4.4                            | 108.7                          |
| ساعات سطوع الشمس الشهرية                           | 188.6                          | 175.3                          | 169.9                          | 175.7                          | 166.7                          | 121.7                          | 138.2                          | 169.0                          | 124.0                          | 136.5                          | 156.0                          | 183.3                          | 1٬899٫2                        |
| المصدر #1: 気象庁                                  |                                |                                |                                |                                |                                |                                |                                |                                |                                |                                |                                |                                |                                |
| المصدر #2: 観測史上1〜10位の値（年間を通じての値） |                                |                                |                                |                                |                                |                                |                                |                                |                                |                                |                                |                                |                                |

## توأمة
لتوكوروزاوا (سايتاما) اتفاقيات توأمة مع كل من:
- ديكادور
- تشانغتشو
- انيانغ

## أعلام
- هيديو ياماموتو
- أكيرا إشيغامي
- ميتسوؤو إيواتا
- يوشييا نيشيزاوا
- ماساهيرو كانيكو